# Yeah! Yeah! Yeah!
「Yeah! Yeah! Yeah!」は、日本のロック・バンド、andropの配信限定シングル。2015年6月3日にワーナーミュージック・ジャパンからリリースされた。

## 解説
andropとしては初めてのデジタルシングルであり、iTunesとレコチョクにて楽曲の配信が行われている。レコチョクでは、楽曲をダウンロードし応募した人の中から抽選で、andropが2015年4月から7月にかけて開催したライブツアー「one-man live tour "angstrom 0.7 pm"」の7月公演への招待、オリジナルグッズが当たるキャンペーンが実施された。
本作は2015年8月5日にリリースされたアルバム『androp』の実質的な先行シングルとなっている。

## 収録曲
1. Yeah! Yeah! Yeah!  [4:02]
作詞・作曲：内澤崇仁
三ツ矢サイダーTVCMソングで、andropがCMソングを提供するのは初めて。本曲は同CMのために書き下ろされた楽曲である[2]。同CMのキャッチコピーは「空飛ぶサイダー」で、2015年3月3日よりオンエアが開始された[3]。
楽曲制作時のメイキング映像が2015年3月24日にYouTubeにて公開された。レコーディング風景やメンバーが作詞を行う様子などが収められている[4]。
MVは募集[5][6]によって集まったファン600人が参加して撮影された。撮影は2日間かけて行われ、ファンが横断幕、旗、Tシャツ、タオル、パネルなどを手書きでデザインしたものが使用された。また、「三ツ矢サイダー」CMに出演した小松菜奈も出演している[7]。

## 収録アルバム
- 『androp』
- 『best [and/drop]』